# Ormtjernkampen-Nationalpark
Der Ormtjernkampen-Nationalpark (norwegisch Ormtjernkampen nasjonalpark) war bis zu seinem Aufgang in den Langsua-Nationalpark am 11. März 2011 mit seinen 8,5 km² Norwegens kleinster Nationalpark. Er gehörte zur Gemeinde Gausdal in der Provinz Innlandet. Der Park wurde am 14. Juni 1968 gegründet, um die Natur mit urwaldartigem Charakter und die ursprüngliche Fjelllandschaft des Østlands zu erhalten. Der Park grenzte an das Ormtjernmyra Naturreservat.

## Geographie, Landschaft und Geologie
Das Gebiet des ehemaligen Ormtjernkampen-Nationalparks liegt südsüdwestlich des Dokkvatnet und nordnordwestlich des Ormtjørnet. Der höchste Berg im ehemaligen Park ist der Ormtjønnkampen mit einer Höhe von 1.128 moh.
Das Nationalparksgebiet befand sich größtenteils in den Bergen zwischen dem Dokkvatnet und dem Ormtjønnkampen. Der dortige Urwald ist einer der ursprünglichsten Norwegens, da er seit Jahrhunderten kaum betreten wurde.

## Flora und Fauna
Während in den tieferen Lagen des ehemaligen Parkes Nadelwald (vor allem Fichte) wächst, wachsen in den höheren Lagen überwiegend Krummästige Birken, welche schließlich auch verschwinden, bis die Flora von Gräsern, Blumen, Moosen und Flechten dominiert wird.
Die Mischung von lebenden und toten Bäumen in den Wäldern, das alpine Klima mit kühlen Sommern und kalten Wintern und die hohe durchschnittliche jährliche Niederschlagsmenge mit der daraus resultierenden hohen Luftfeuchtigkeit bieten einer Vielzahl verschiedener Pflanzen, Moose, Flechten und Pilze optimale Wachstumsbedingungen. Die wohl seltenste Pflanze im Park ist die Bärtige Glockenblume, von der nur wenige Vorkommen in Nordeuropa bekannt sind.

## Tourismus und Verwaltung
Auf den Ormtjønnkampen gibt es einen Wanderweg. Wie sonst meist üblich in den norwegischen Nationalparks, gab es im Ormtjernkampen keine Berghütte oder eine sonstige befestigte Schlaf-Möglichkeit.
Seit 2005 wurde über eine Erweiterung des Nationalparks nachgedacht. Diverse Pläne sahen eine Gesamtfläche von bis zu 1.365 km² für den Park möglich. In diesem Szenario wären von den Gemeinden Etnedal 24 km² (2 %), Nordre Land 47 km² (3 %), Nord-Fron 104 km² (7 %), Sør-Fron 133 km² (10 %), Nord-Aurdal 137 km² (10 %), Øystre Slidre 380 km² (28 %) und Gausdal 540 km² (40 %) dazu gekommen. Die Prozentzahl gibt an, welchen Anteil die jeweilige Fläche an der Gesamtfläche von 1.365 km² ausmachen würde. Dieser Plan wurde aber nicht gänzlich umgesetzt. Der Ormtjernkampen-Nationalpark wurde stattdessen Teil des neuen Langsua-Nationalparks, der am 11. März 2011 mit einer Fläche von 537,1 km² eröffnet wurde.